# Ptilotula keartlandi
El mielero cabecigrís o melífago de cabeza gris (Ptilotula keartlandi) es una especie de ave paseriforme de la familia Meliphagidae endémica de Australia. El nombre binomial de la especie conmemora al ornitólogo australiano George Arthur Keartland.

## Taxonomía
Fue descrito científicamente por el ornitólogo australiano Alfred John North en 1895 como Ptilotis keartlandi. Fue clasificado previamente en el género Lichenostomus, pero se trasladó a Ptilotula tras el resultado de un análisis de filogenética molecular publicado en 2011, que demostró que el género original era polifilético.

## Distribución
Es endémica del norte de Australia, donde se distribuye en praderas, sabanas y zonas rocosas, desde el este del lago Macleod y el cabo Noroeste en Australia Occidental, a través del Territorio del Norte (aunque está ausente en el Top End) y el extremo noroeste de Australia Meridional, hasta el noroeste y la zona central de Queensland.